# Journal des Ministeriums der staatlichen Domänen
Das Journal des Ministeriums für staatliche Domänen (russisch Журнал Министерства государственных имуществ / Schurnal Ministerstwa gossudarstwennych imuschtschestw, wiss. Transliteration Žurnal Ministerstva gosudarstvennych imuščestv; Abk. ŽMGI) war eine russische Zeitschrift. Sie wurde in den Jahren 1841–1864 monatlich in St. Petersburg herausgegeben.
Es war das offizielle Presseorgan des Ministeriums für staatliche Domänen (bzw. Staatseigentum). Das Magazin beschäftigte sich auch mit den Themen der Landwirtschaft.
Die Redakteure waren A. P. Sablozki (s 1841), K. S. Wesselowski (1857), W. P. Besobrasow (1858), F. A. Batalin (1860–1864). 